# Gemeentebegroting
De gemeentebegroting is een sturingsinstrument voor de raad van een gemeente. De begroting wordt door de gemeenteraad vastgesteld op voorstel van het college van burgemeester en wethouders (Nederland) of door het schepenencollege (Vlaanderen). In veel gevallen wordt er eerst een kadernota vastgesteld als voorloper op de begroting. In deze kadernota stelt de raad inhoudelijke prioriteiten vast en ook de financiële uitgangspunten. Bij de kadernota vindt het bestuurlijke debat plaats.  
In de begroting worden de besluiten uit de kadernota verder uitgewerkt. De raad kan dan controleren of dat goed is gedaan door het college.  
Ook bevat de begroting een raming van baten (opbrengsten) en lasten (kosten) voor het komend begrotingsjaar en voor de drie jaren daarna. Deze ramingen zijn gespecificeerd naar de verschillende programma’s en beleidsterreinen, zoals ruimtelijke ordening, veiligheid, onderwijs enz. In Nederland is dit nader gespecificeerd in taakvelden. 
Het is de bedoeling, dat de begroting meerjarig materieel en reëel sluitend is. Tekorten zullen moeten worden weggewerkt door taakstellende bezuinigingen. Deze taakstellingen moeten realistisch zijn.
Het is de bedoeling, dat de gemeentebegroting zodanig wordt ingericht, dat het mogelijk wordt om de doeltreffendheid van het beleid te beoordelen. Dat zal pas kunnen als de doelstellingen van het beleid meetbaar zijn geformuleerd.